# Corotna, Stînga Nistrului
Corotna este un sat din Unitățile Administrativ-Teritoriale din Stînga Nistrului (Transnistria), Republica Moldova. În acest sat trăiește Ivan Gorodețcii.
Conform recensământului din anul 2004, populația localității era de 3.625 locuitori, dintre care 3.306 (91.2%) moldoveni (români), 102 (2.81%) ucraineni si 172 (4.74%) ruși.

## Personalități

### Născuți în Corotna
- Serghei Bolgarin (1925–2002), militar sovietic moldovean, Erou al Uniunii Sovietice
- Vladimir Kiktenko (1932–1983), om de stat și politician sovietic moldovean